# Cœur fidèle
Cœur fidèle é um filme de drama francês de 1923 dirigido por Jean Epstein. Tem o título alternativo inglês Faithful Heart. O filme conta uma história melodramática de romance frustrado, tendo como contexto as docas de Marselha e experiências com muitas técnicas de trabalho de câmera e edição.

## Enredo
Marie (Gina Manès) era uma órfã adotada por um dono de bar e sua esposa no porto de Marselha, e agora ela é duramente explorada por eles como serva no bar. Ela é desejada por Petit Paul (Edmond van Daële), um leigo teimoso, mas está secretamente apaixonada por Jean (Léon Mathot), um estivador. Marie é forçada a sair com Petit Paul, mas Jean os segue para um recinto de feiras onde os dois homens lutam. Na briga, um policial é esfaqueado e, enquanto Petit Paul escapa, Jean é preso e preso. Um ano depois, Jean reencontra Marie, agora com um bebê doente e vivendo com Petit Paul, que gasta todo o seu dinheiro em bebida. Jean tenta apoiar Marie, ajudada por uma mulher aleijada (Marie Epstein, creditada como "Mlle Marice"), que mora na casa ao lado; Mas Petit Paul, alertado por fofocar vizinhos que Jean está vendo Marie, retorna para um confronto violento, desta vez armado com uma arma. Na luta que se segue, a mulher aleijada obtém a arma e mata Petit Paul. Em um epílogo, vemos Jean e Marie finalmente livres para amar umas às outras, embora seus rostos sugiram que a experiência tenha afetado suas vidas.

## Produção e estilo
Jean Epstein já havia se estabelecido como um teórico do cinema com a publicação de vários livros, e ele começou a explorar suas idéias na prática com seus dois primeiros filmes, Pasteur (1922) e L'Auberge rouge (1923). Epstein agora escolheu filmar uma história simples de amor e violência "para ganhar a confiança daqueles, ainda tão numerosos, que acreditam que apenas o melodrama mais baixo pode interessar ao público", e também na esperança de criar "um melodrama tão despojado todas as convenções normalmente ligadas ao gênero, tão sóbrias, tão simples, que poderiam se aproximar da nobreza e excelência da tragédia". Ele escreveu o cenário em uma única noite.
Epstein ficara muito impressionado com a recém-concluída La Roue, de Abel Gance, e em Cœur fidèle ele aplicava de forma semelhante edição rítmica, sobreposições, close-ups e tomadas de ponto de vista. A sequência de abertura estabelece a situação de Marie no bar do porto por meio da montagem: vemos imagens em close do rosto, das mãos e da mesa e dos óculos que ela está limpando. Mais tarde, imagens do mar e do porto são intercaladas e cobertas para transmitir seu relacionamento com Jean. A sequência mais célebre do filme, ambientada em um recinto de feiras, emprega edição rítmica para traçar a crescente tensão do triângulo amoroso. Na segunda metade do filme, Epstein emprega efeitos de iluminação dramáticos e efeitos de distorção da lente para transmitir o melodrama da situação, bem como estados subjetivos, como o consumo de Petit Paul.
Os experimentos técnicos do filme são equilibrados por todo o realismo do cenário. Os personagens não são glamourosos e pertencem a um ambiente de classe trabalhadora, vivendo em alojamentos baratos, frequentando salas de bar ásperas. Cœur fidèle é um dos vários filmes antigos a utilizar a localização do porto de Marselha (na esteira da Fièvre de Louis Delluc e aguardando a chegada de Alberto Cavalcanti à En rade), e as imagens evocativas de navios imponentes e cais desertos contribuem a um estilo que se caracterizaria na próxima década e meia como "realismo poético" (cf. L'Atalante, Quai des brumes (Porto das Sombras)).

## Recepção
O filme não foi um sucesso com o público. Sua exibição inicial em Paris em 1923 foi encerrada após três dias (devido a disputas entre o público). Um relançamento no ano seguinte viu um declínio constante no tamanho de seu público. Entre críticos e outros cineastas, no entanto, Cœur fidèle atraiu considerável atenção e continuou a fazê-lo. Georges Sadoul disse que o filme "foi uma sensação, e foi permanecer o melhor filme [de Epstein]"; "nos toca ainda por sua fidelidade à vida cotidiana". René Clair escreveu entusiasticamente sobre isso: " Cœur fidèle deve ser visto se você quiser entender os recursos do cinema hoje. ... Para um filme ser digno do cinema, isso já é um milagre muito bem vindo! Cœur fidèle é digno disso em mais de uma conta."